# 발라즈스 베르그만
발라즈스 베르그만(영어: Balázs Bergmann)은 헝가리의 축구선수이다.